# Валка
Валка (произношение) (на латвийски: Valka) е град в северна Латвия, намиращ се в историческата област Видземе. Той е административен център на район Валка. Намира се на 175 km от столицата Рига.

## История
Град Валк (името на града-майка) е споменат за първи път през 1286, но статут на град получава едва през 1584 година от полския крал Стефан Батори. Въпреки това до края на 19 градът не играе никаква съществена роля в историята на Латвия и Естония.
На 15 ноември 1918 точно във Валка се взема решението да се обяви независимостта на република Латвия. Червено-бяло-червеното Знаме на страната за първи път е развято тук. На 1 юли 1920 град Валк е разделен между двете новосъздадени държави Латвия и Естония.
Валка представлява западната част на някогашния град Валк, който след Първата световна война е разделен на две части, като едната остава в Латвия, а другата, източната част, се превръща в естонския град Валга. Между 1920 и 1940, а впоследствие между 1991 и 2007 двата града са разделени от държавна граница, минаваща точно помежду им. Във Валка и Валга същестували множество пропускателни центрове, през които да преминават жителите на двата града. В периода 1940 – 1991 между градовете не съществува граница, защото тогава Латвия и Естония са част от СССР, съответно като Латвийска ССР и Естонска ССР. През 2007 Латвия, Литва и Естония подписват Шенгенското споразумение, с което свободно отварят границите помежду си. Това позволява на жителите на Валка и Валга да пътуват свободно, а общинските администрации на двата града се договарят за общ градски транспорт. Сега Валка и Валга са градове-близнаци.

## Побратимени градове
- Валга, Естония (град-близнак)
- Торнио, Финландия
- Хапаранда, Швеция
- Екерьо, Швеция
- Александрув Куявски, Полша
- Плескава, Русия

## Известни личности
- Теодор Целм (1893 – 1989) – философ
- Бруно Артманис (1915 – 2007) – архитект
- Павел Лоскутов (1969) – лекоатлет
- Ейнар Тупуритис (1973) – лекоатлет
- Айгар Фадеев (1975) – лекоатлет